# Engleski rog
Engleski rog (tal. Corno inglese, skraćeno C.i.), spada u skupinu drvenih puhačkih glazbala. Nastao je 1725.g. u Italiji, usavršavanjem puno starijeg instrumenta zvanog oboa da caccia.

## Melodijski opseg
Opseg mu je isti kao u oboe sa zvukom dubljim za kvintu. U tehničkom smislu je podudaran s njom i mogu ga svirati oboisti. Zvuk engleskog roga je vrlo srodan zvuku oboe, samo je nešto mukliji i tamniji, tako da mu naročito odgovaraju melodije mirnijeg toka i sjetnog ili tužnog izraza. Melodijski registar najpovoljniji mu je između "a" i "c2", u tom opsegu ton mu je vrlo snažan, a opet mek i izražajan.

## Ton instrumenta
Po izgledu se razlikuje od oboe ne samo dužinom nego i kruškastim proširenjem cijevi pri kraju, kao i povišenom metalnom cjevčicom na početku, koja nosi dvostruki jezičak od trske.   Kruškasto proširenje koje se ponovo sužava kod izlaza, uzrokuje zatvoreniji i malo prigušeniji ton engleskog roga za razliku od oboe. Instrument zauzima mjesto u molskim temama gdje najviše do izražaja dolazi njegov čežnjiv i sanjarski karakter. Zbog toga se često u glazbi koristi kao instrument tužnog izražaja s puno čežnje i usamljenosti, poput pastoralne glazbe ili pastirske svirke.

## Repertoar
Mnogi poznati oboisti i drugi glazbenici izvode razne skladbe na engleskom rogu. Zbog njegova specifičnoga zvuka, mnogi su ga skladatelji rabili u pojedinim svojim orkestralnim skladbama, primjerice:
- Antonín Dvořák: IX. simfonija u e-molu "Iz Novog svijeta" op.95 (1893.)
- Joaquín Rodrigo: Concierto de Aranjuez (1939.)
- Vincenzo Bellini:Il Pirata (Introduzione iz II. čina) (1827.)
- Hector Berlioz: Rimski karneval: uvertira (1844.) i Harold u Italiji (1834.)
- Hector Berlioz: Fantastična simfonija (III. stavak) (1830.)
- Claude Debussy: Nokturni (1899.)
- César Franck: Simfonija u D-duru (1888.)
- Joseph Haydn: 22. simfonija "Filozof"
- Gordon Jacob: Rapsodija za engleski rog i gudače (1948.)
- Maurice Ravel: Koncert za klavir i orkestar u G-duru (1931.)
- Nikolaj Rimski Korsakov: Šeherezada op.35 (1888.)
- Ned Rorem: Koncert za engleski rog i orkestar (1992.)
- Gioacchino Rossini: Wilhelm Tell: Uvertira (1829.)
- Dmitrij Šostakovič: 11. simfonija u G-duru  (1957.)
- Dmitrij Šostakovič: 8. simfonija u D-duru (1943.)
- Jean Sibelius: Karelia suite (1893.) i Pelléas et Mélisande (1905.)
- Petar Iljič Čajkovski: Romeo i Julija: uvertira - fantazija (1870.)
- Ralph Vaughan Williams: V. simfonija u d-molu (1943.)
- Richard Wagner:Tristan i Izolda (1859.)